# Ildefonso Falcones
Ildefonso Falcones de Sierra (Barcellona, 1959) è uno scrittore e avvocato spagnolo.

## Biografia
Figlio di un avvocato e di una casalinga, la morte del padre, avvenuta a diciassette anni, segnò la fine della sua carriera sportiva come cavaliere. A quell'età, era già campione spagnolo juniores di salto a ostacoli. Eccelleva anche nell'hockey su prato. Studiò al Collegio dei Gesuiti di San Ignacio e in seguito intraprese due corsi di laurea: Giurisprudenza ed Economia, sebbene decidesse poi di abbandonare quest'ultima per conciliare gli studi con un lavoro in una sala bingo di Barcellona.
Attualmente lavora come avvocato, specializzato in Diritto civile, nel suo studio legale, situato nel quartiere Eixample di Barcellona. Sebbene avesse già iniziato la sua carriera in ambito letterario, negli ultimi venti anni ha combinato il suo lavoro con la passione per la scrittura. È sposato e padre di quattro figli.
Falcones è universalmente noto come l'autore de La cattedrale del mare (La catedral del mar), un romanzo storico ambientato nella Barcellona medievale, per finire il quale gli ci vollero 5 anni. Primo libro scritto, fu pubblicato nel 2006 dalla Editorial Grijalbo di Barcellona. L'opera ha riscosso immediato successo in Spagna, vendendo 250 000 copie in appena due mesi, e diventando il libro più venduto nel Paese iberico nel 2007; tradotto in oltre 40 lingue, è stato vincitore diversi premi letterari, tra i quali il Premio letterario Boccaccio Sezione Internazionale, nel 2007 in Italia.
Scrisse Simonetta Fiori su La Repubblica (27 gennaio 2007):
Nel 2009 pubblica il suo secondo romanzo, La mano di Fatima (La mano de Fátima), mentre nel 2013 è la volta del suo terzo romanzo La regina scalza (La reina descalza). 
Nel 2016 arriva in libreria Gli eredi della terra, il seguito del primo romanzo. Nel 2017, viene prodotta dal canale spagnolo Antena 3 la serie televisiva tratta da La cattedrale del mare, trasmessa in Italia su Netflix. La terza parte della trilogia della cattedrale esce nel 2025, In amore e in guerra.
Gli fu diagnosticato un cancro al colon mentre stava scrivento il romanzo Il pittore di anime.

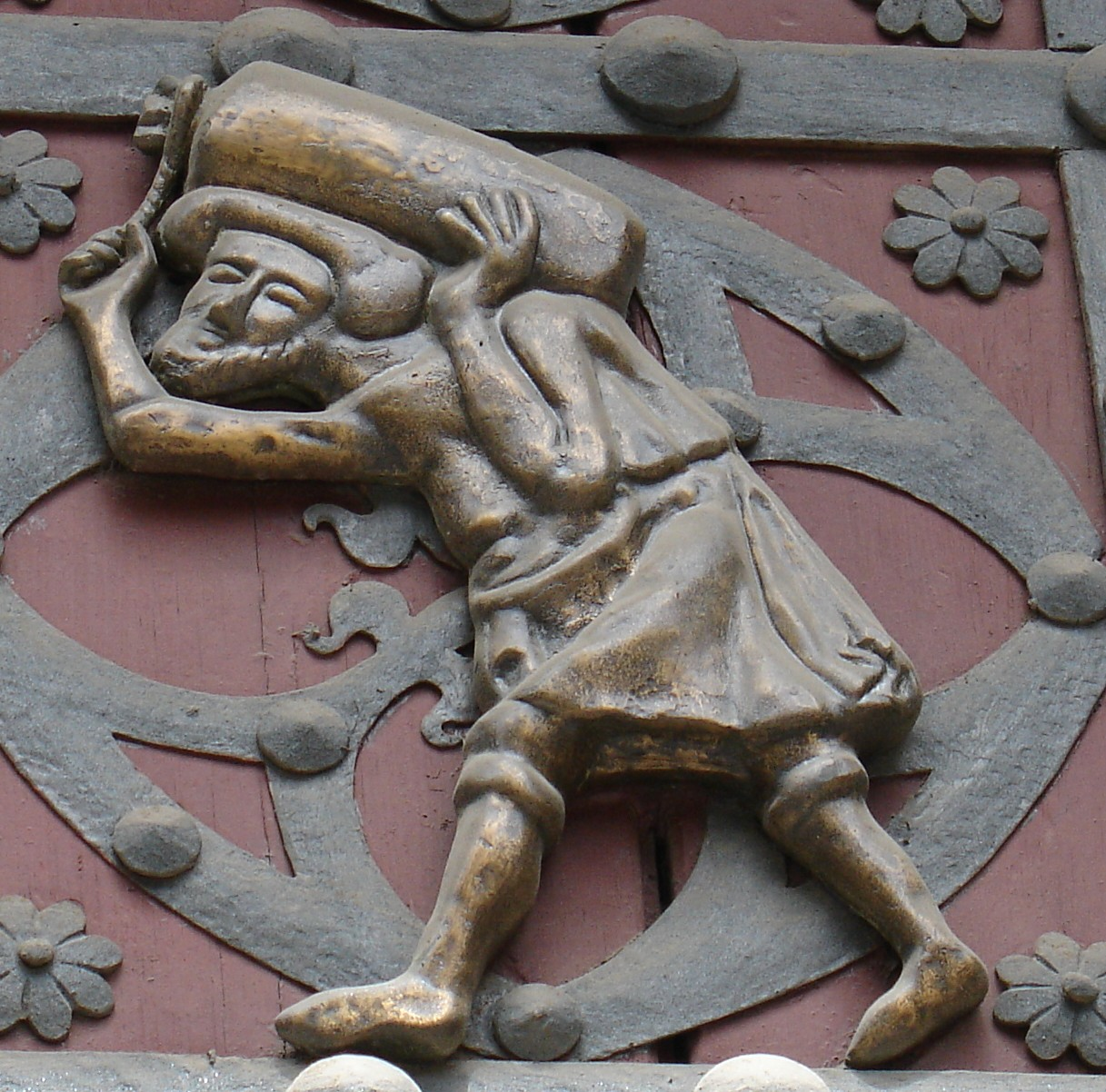
Bassorilievo raffigurante un bastaix

### Attività letteraria
Falcones rielaborò il romanzo due volte, la prima con l'aiuto di un esperto di scrittura creativa e poi per mano propria, prima che questo fosse accettato dalla casa editrice barcellonese Grijalbo, che decise di pubblicarne 85 000 copie nel marzo 2006. La storia narra della sofferta vita di Arnau Estanyol, figlio di un contadino fuggiasco riparatosi a Barcellona, nel quartiere della Ribera, cioè dei vasai. Siamo nel XIV secolo. La sua vicenda, tormentata anche dal turbolento contesto storico medievale, si svolge parallelamente alla costruzione della Cattedrale di Santa María del Mar, cui contribuisce lavorando come bastaix, cioè come portatore di pietre, e poi finanziandone l'ultimazione (la durata dei lavori si protrasse dal 1329 al 1383). Fluviale romanzo, di oltre 600 pagine, consta di 4 parti: Servi della gleba, Servi della nobiltà, Servi della passione e Servi del destino
L'autore, prevedendone il successo, decise poi d'incrementarne la tiratura, in vista della Giornata mondiale del libro e del diritto d'autore, prevista il 23 aprile e che si sarebbe svolta a Torino, capitale mondiale del libro quell'anno. Il romanzo viene tradotto in diverse lingue e lanciato sul mercato internazionale: in Europa diventa un bestseller, così viene pubblicato anche in Russia, Cina, Brasile, Turchia e USA . L'Italia non fa eccezione: uscito da Longanesi, dal 1º febbraio 2007, sono stampate ben quattordici edizioni, fino al mese di settembre. Il quotidiano Repubblica scrive a proposito: «Oltre seicento pagine da consumare avidamente». Pur parlando dalla repressione dell'Inquisizione spagnola, il settimanale Famiglia Cristiana scrive: «Al primo romanzo pubblicato, lo spagnolo Ildefonso Falcones ha fatto centro».
Dal 3 ottobre 2016 è presente in libreria Gli eredi della terra, il seguito della Cattedrale del mare. Torna Arnau Estanyol: dopo le mille traversie che hanno segnato la sua vita e la costruzione della grandiosa Cattedrale del Mare, è ormai uno dei più stimati notabili di Barcellona. Questa volta la sua città gli chiede un sacrificio estremo, e non sarà facile combattere contro i suoi storici nemici, i Puig, tornati per mettere in atto una vendetta che covano da anni, tanto sanguinosa quanto ignobile.

## Opere

### Trilogia della CattedraleoIl ciclo di Arnau
- La cattedrale del mare (La catedral del mar, 2006), traduzione di Roberta Bovaia, Collana La Gaja Scienza, Milano, Longanesi, 2007,  pp. 642, ISBN 978-88-304-2429-6.
- Gli eredi della terra (Los herederos de la tierra, 2016), traduzione di Marco Amerighi, Roberta Bovaia, Daniela Ruggiu e Marcella Uberti-Bona, Collana La Gaja Scienza, Milano, Longanesi, 2016,  pp. 906, ISBN 978-88-304-4669-4.
- In guerra e in amore (En el amor y en la guerra, 2025), trad. di Claudia Marseguerra, Claudia Acher Marinelli e Silvia Sichel, Collana La Gaja Scienza, Milano, Longanesi, 2025, pp.752, ISBN 978-88-304-6066-9.

### Altri romanzi
- La mano di Fatima (La mano de Fátima, 2009), traduzione di Nanda Di Girolamo, Collana La Gaja Scienza, Milano, Longanesi, 2009,  pp. 918, ISBN 978-88-304-2722-8.
- La regina scalza (La reina descalza, 2013), traduzione di Nanda Di Girolamo, Collana La Gaja Scienza, Milano, Longanesi, 2013,  pp. 704, ISBN 978-88-304-3358-8.
- Il pittore di anime (El pintor de almas, 2019), traduzione di Pino Cacucci, Stefania Cherchi e Camilla Falsetti Spikermann, Collana La Gaja Scienza, Milano, Longanesi, 2019,  pp. 686, ISBN 978-88-304-5292-3.
- Schiava della libertà (Esclava de la libertad, 2022), trad. di Pino Cacucci, Camilla Falsetti Spikermann e Claudia Marseguerra, Collana La Gaja Scienza, Milano, Longanesi, 2022, pp.608, ISBN 978-88-304-6020-1.